# Neoscona usbonga
Neoscona usbonga är en spindelart som beskrevs av Alberto Barrion och James A. Litsinger 1995. Neoscona usbonga ingår i släktet Neoscona och familjen hjulspindlar.
Artens utbredningsområde är Filippinerna. Inga underarter finns listade i Catalogue of Life.